# Certificat Bagrut
El Certificat Bagrut (en hebreu: תעודת בגרות) (transliterat: Teudat Bagrut) és un certificat que demostra que un estudiant ha aprovat amb èxit els exàmens de l'escola secundària israeliana. Bagrut és un requisit previ per accedir a l'educació superior a Israel. El certificat Bagrut es concedeix als estudiants que aproven els exàmens escrits i orals requerits, amb una nota del 56% per cent o més en cada examen. El certificat Bagrut no s'ha de confondre amb el diploma de l'escola secundària (Tichon, en hebreu: תיכון), aquest és un certificat concedit pel Ministeri d'Educació, i certifica que un estudiant ha completat 12 anys d'estudi. Els graduats de l'escola secundària israeliana han d'obtenir el certificat Bagrut si volen continuar els seus estudis i tenir accés a la universitat.
Les persones adultes que estudien per a l'examen de Bagrut, generalment han fet el servei militar en les FDI, i volen aprovar per rebre el certificat Bagrut. Aquest certificat s'obté després de completar 12 anys d'educació, i ofereix a l'estudiant la possibilitat de continuar els seus estudis a les universitats israelianes. La condició per obtenir la qualificació, és aprovar unes proves escrites i orals sobre diferents assignatures. El contingut de les proves i els materials està regulat pel Ministeri d'Educació.